# Hello! Project 2009 SUMMER 革命元年 〜Hello! チャンプル〜
『Hello! Project 2009 SUMMER 革命元年 〜Hello! チャンプル〜』（ハロー!プロジェクト 2009 サマー かくめいがんねん 〜ハロー! チャンプル〜）は、2009年7月、8月に開催されたハロー!プロジェクト所属グループ、個人参加の合同コンサートツアー。

## 出演者
- モーニング娘。、Berryz工房、℃-ute、真野恵里菜、High-King、続・美勇伝、あぁ!、ZYX-α、新ミニモニ。、プッチモニV、タンポポ#、Buono!、ガーディアンズ4、S/mileage、ハロプロエッグ選抜
- MC まこと、稲葉貴子
- スペシャルゲスト：アイスクリー娘。（ペイペイ・グーチャン除く）、チャン・ダヨン

## 日程
- 7月19日（2回公演）・20日：愛知・中京大学文化市民会館オーロラホール
- 8月1日・2日（2回公演）：大阪・大阪厚生年金会館大ホール
- 8月7日・8日（3回公演）・9日（2回公演）：東京・中野サンプラザ

## DVD
『Hello! Project 2009 SUMMER 革命元年 〜Hello! チャンプル〜』（2009年11月4日、hachama）
2009年8月9日に中野サンプラザにて行われた模様を収録。
1. OPENING
2. グルグルJUMP （全員）
3. ピリリと行こう! （S/mileage以外全員）
4. VTR（メンバー紹介）
5. MC
6. ぁまのじゃく （S/mileage）
7. おまかせ♪ガーディアン （ガーディアンズ4）
8. ミニモニ。ジャンケンぴょん! （新ミニモニ。）
9. MC
10. 世界は サマー・パーティ （真野恵里菜、S/mileage）
11. 暑中お見舞い申し上げます （℃-ute）
12. 青春バスガイド （Berryz工房）
13. MC
14. なんちゃって恋愛 （モーニング娘。）
15. しょうがない 夢追い人 （モーニング娘。）
16. MC
17. デビュー!〜恋する角には福来る〜 （アイスクリー娘。・ジュンジュン・リンリン）
18. 夢と現実 （あぁ!）
19. ピラッ!乙女の願い （プッチモニV）
20. MC
21. 部屋とYシャツと私 （田中れいな）
22. アンブレラ （タンポポ#）
23. MY BOY （Buono!）
24. JUMP （全員）
25. MC
26. 秋桜 （高橋愛）
27. ONLY YOU （続・美勇伝）
28. 行くZYX! FLY HIGH （ZYX-α）
29. DIAMONDS ＜ダイアモンド＞ （High-King）
30. C\C (シンデレラ\コンプレックス) （High-King）
31. MC
32. スッペシャル ジェネレ〜ション （Berryz工房）
33. 都会っ子 純情 （℃-ute）
34. MC
35. リゾナント ブルー （モーニング娘。）
36. その場面でビビっちゃいけないじゃん! （全員）
37. ここにいるぜぇ! （全員）
38. MC
39. 青空がいつまでも続くような未来であれ! （全員）